# Grzybówka gołębia

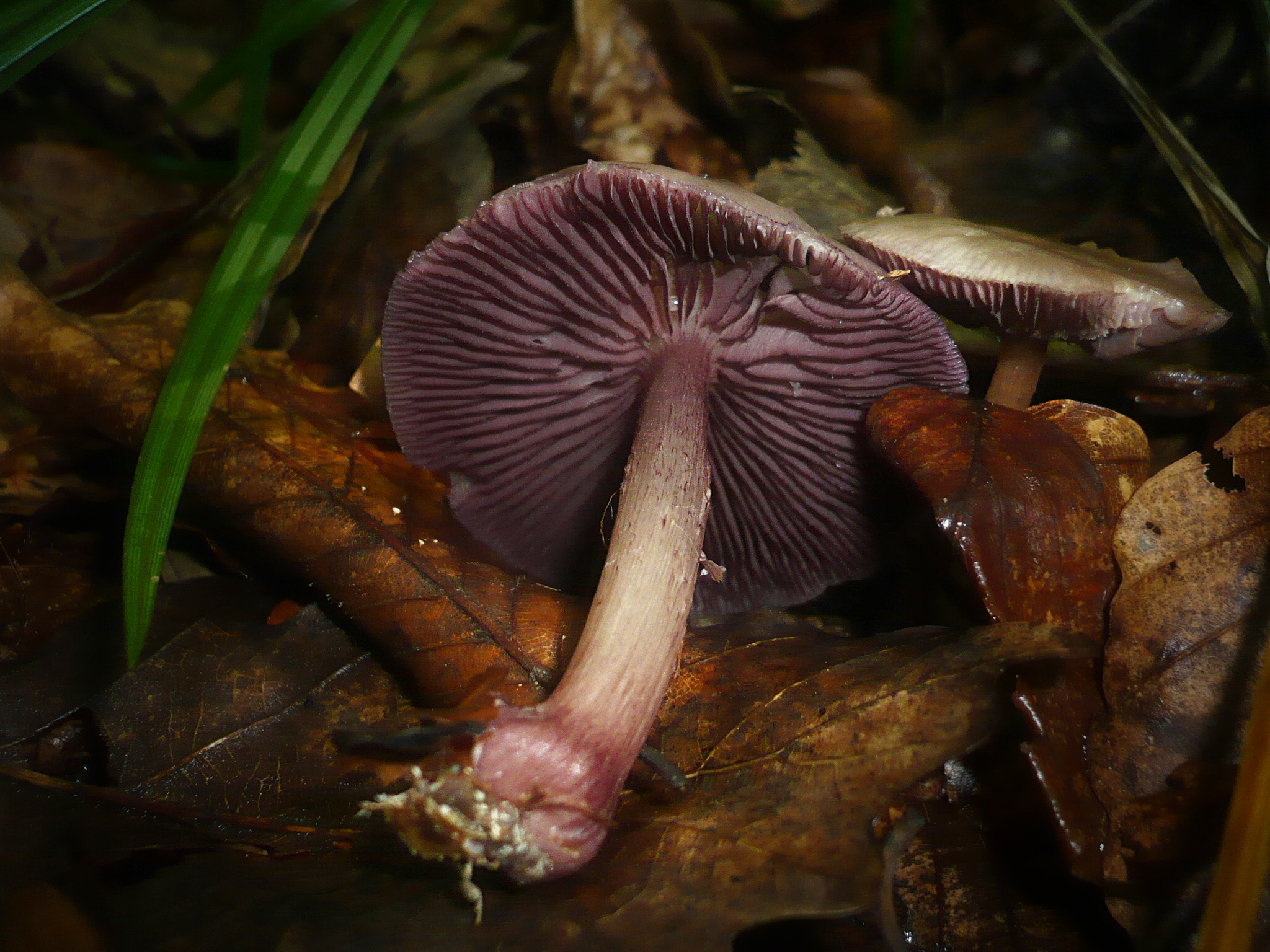

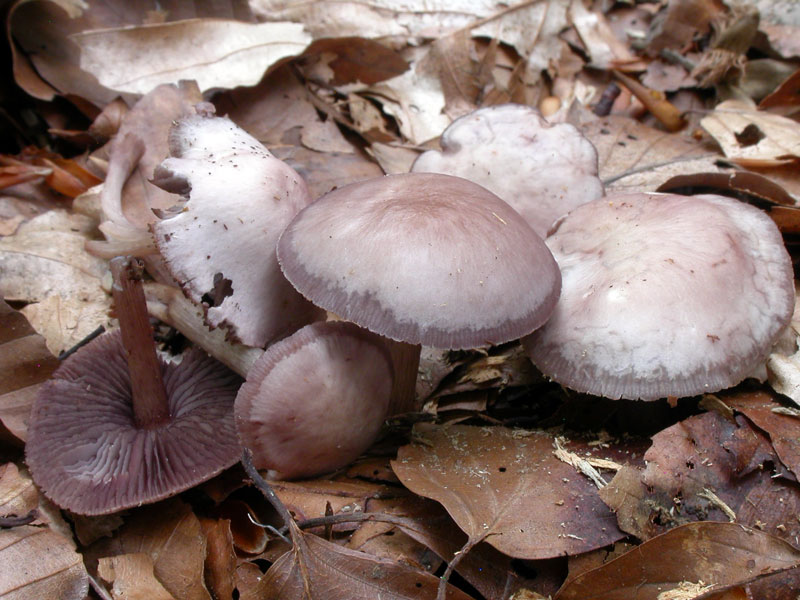

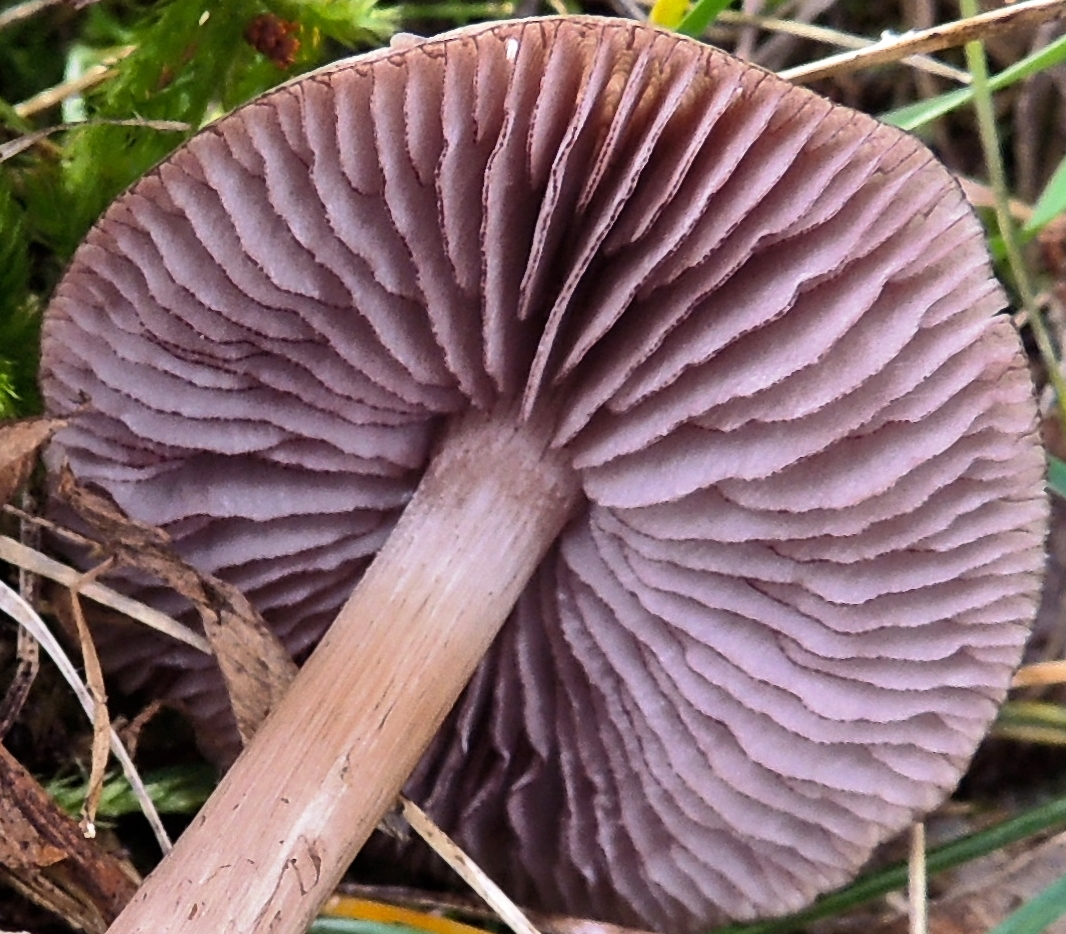

Grzybówka gołębia (Mycena pelianthina (Fr.) Quél.) – gatunek grzybów z rodziny grzybówkowatych (Mycenaceae).

## Systematyka i nazewnictwo
Pozycja w klasyfikacji według Index Fungorum: Mycena, Mycenaceae, Agaricales, Agaricomycetidae, Agaricomycetes, Agaricomycotina, Basidiomycota, Fungi.
Takson ten opisał w 1821 r. Elias Fries nadając mu nazwę Agaricus pelianthinus. Obecną, uznaną przez Index Fungorum nazwę nadał mu Lucien Quélet w 1872 r.
Synonimy:
- Agaricus denticulatus Bolton 1788
- Agaricus pelianthinus Fr. 1821
- Mycena pelianthina var. umbonata Voglino 1894
- Prunulus denticulatus (Bolton) Gray 1821
- Prunulus pelianthinus (Fr.) Jacq. Johnson, Vilgalys & Redhead 2001

Polską nazwę grzybówka gołębia nadała mu Maria Lisiewska w 1987 r.. Franciszek Błoński w 1889 r. opisywał ten gatunek pod nazwą bedłka ząbkowana.

## Morfologia
Kapelusz
Średnica 15–50 mm, początkowo półkulisty lub dzwonkowaty, potem płaskowypukły, płytko bruzdowany, półprzeźroczyście prążkowany. Jest higrofaniczny. Powierzchnia naga, w stanie wilgotnym lekko śluzowata o barwie od daktylowej do blado purpurowobrązowej lub blado liliowobrązowej. W stanie suchym od środka na zewnątrz blado ochrowa lub beżowa z różowawym odcieniem lub bez.
Blaszki
W liczbie 29–50 dochodzących do trzonu, brzuchate, wąsko przyrośnięte lub zbiegające ząbkiem, gładkie lub poprzecznie żebrowane, blado liliowo szaro-brązowe, blado fioletowobrązowe, gęsto punktowane ciemnofioletowo-brązowymi kropkami (pleurocystydy). Ostrza ciemnofioletowo-brązowe.
Trzon
Wysokość 25–80 mm, grubość 2–8 mm, w środku pusty, kruchy, twardy, cylindryczny lub rozszerzający się ku podstawie, prosty lub zgięty, czasem bocznie spłaszczony. Powierzchnia grubo włóknista lub kłaczkowata, biaława z lekko żółtawym, brązowawym lub liliowym odcieniem, wzdłużnie prążkowana ciemnofioletowo-brązowymi włókienkami. Podstawa gęsto biało-wełnista.
Miąższ
Ma silny rzodkiewkowy zapach i smak.
Cechy mikroskopowe
Podstawki maczugowate, 4-zarodnikowe. Zarodniki 6–8 × 3,1–4,1 µm, Q=1,7–2,1, Qav = 1,9–2, pipetowate, gładkie, amyloidalne. Cheilocystydy 40–70 × 6–14 µm, przeważnie wymieszane z podstawkami, często wystające ponad nie i miejscami tworzące sterylne pasma. Są wrzecionowate, gładkie, ze sprzążkami i fioletowo brązową zawartością. Pleurocystydy podobne, liczne i podobnie wybarwione. Strzępki włosków kapelusza gładkie. Strzępki warstwy korowej trzonu gładkie o cylindrycznych komórkach końcowych, proste lub nieco rozgałęzione na wierzchołkach.

## Występowanie i siedlisko
Grzybówka gołębia występuje w Ameryce Północnej i Środkowej, Europie i na Nowej Zelandii. Władysław Wojewoda w zestawieniu grzybów wielkoowocnikowych Polski w 2003 r. przytacza liczne stanowiska. Jest to jednak gatunek rzadki. Znajduje się na Czerwonej liście roślin i grzybów Polski. Ma status I – gatunek o nieokreślonym zagrożeniu. Bardziej aktualne stanowiska podaje internetowy atlas grzybów. Zaliczony w nim jest do gatunków rzadkich, wartych objęcia ochroną.
Grzyb saprotroficzny. Rośnie pojedynczo lub w małych grupach wśród szczątków roślinnych pod różnymi drzewami liściastymi, ale także na opadłych igłach w lasach świerkowych na glebie wapiennej. W Europie najczęściej występuje w lasach bukowych, ale w Norwegii stwierdzono go głównie pod olszami.

## Gatunki podobne
Grzybówka gołębia jest łatwo rozpoznawana po dużych rozmiarach, fioletowej barwie lub fioletowym odcieniu i rzodkiewkowym zapachu. W Ameryce Północnej występuje podobna Mycena lammiensis, w Polsce jednak jej brak.